# The 30 Foot Bride of Candy Rock
The 30 Foot Bride of Candy Rock es una película de ciencia ficción y comedia estadounidense de 1959 dirigida por Sidney Miller y protagonizada por Lou Costello y Dorothy Provine.

## Argumento
Artie y Emmy están enamorados, pero los planes de boda se retrasan porque Artie está muy centrado en cumplir su gran sueño: convertirse en un gran científico. Con sus experimento de por medio, un día Emmy pasa por el sitio indebido y recibe una descarga que la convierte en una gigante, por lo que Artie deberá restaurarla a su tamaño normal.

## Reparto
- Lou Costello como Artie Pinsetter.
- Dorothy Provine como Emmy Lou Raven.
- Gale Gordon como Rossiter.
- Lenny Kent como El Sargento.
- Charles Lane como Standard Bates.
- Jimmy Conlin como Magruder.
- Will Wright como general del Pentágono.
- Peter Leeds como Bill Burton.
- Veola Vonn como Jackie Delaney.

## Producción
The 30 Foot Bride of Candy Rock se filmó del 3 al 22 de diciembre de 1958 y es la única película que Lou Costello protagonizó sin su compañero profesional de muchos años, Bud Abbott. Se basa en un guion original titulado The Secret Bride of Candy Rock Mountain.
La película no se estrenó hasta agosto de 1959, cinco meses después de que Costello muriera de un ataque cardíaco.
Gran parte del material al aire libre se filmó en el Iverson Movie Ranch en Chatsworth (Los Ángeles), incluidas varias escenas que muestran a Emmy de gigante en su nuevo hogar: un cobertizo. El cobertizo era parte de un rancho ubicado en Upper Iverson conocido como Fury Set, que originalmente se construyó para el programa de televisión Fury.

## Recepción crítica
En un artículo publicado en AllMovie, el crítico Hal Erickson describió la película como «tratando de ser una sátira de El ataque de la mujer de 50 pies, una comedia de payasadas, una farsa marital y una epopeya de ciencia ficción, todo en uno, pero nunca cuajó», y señaló además que «enfermo de fiebre reumática durante el rodaje, Costello parece más solemne y reservado de lo habitual». Una reseña en TV Guide describió la película como «básicamente una comedia de un solo chiste» que «es bastante divertida y, sin los servicios de Abbott, menos frenética que la mayoría de los vehículos de Costello». El crítico Rob Nixon escribió en Turner Classic Movies que la película «exudaba un cierto atractivo juvenil», pero también señaló que la viuda de Costello «expresó su decepción por la calidad de la película con una línea digna de una de las rutinas de Abbott y Costello: 'Lo habría matado'».

## Medios domésticos
Sony Pictures Home Entertainment lanzó la película como un DVD hecho a pedido el 13 de septiembre de 2010. Mill Creek lanzó la película en Blu Ray como parte de una colección de cuatro películas llamada «Sci-Fi from the Vault» el 21 de febrero de 2023.